# 坊塘铺站
坊塘铺站是一个陇海线上的铁路车站，位于陕西省宝鸡市陈仓区固川乡，建于1945年，目前为五等站，邮政编码为721311。目前客运：办理旅客乘降；不办理行李、包裹托运；不办理货运营业。